# Lea Smulders
Helena Adriana Maria (Lea) Smulders ('s-Hertogenbosch, 4 februari 1921 – 's-Hertogenbosch, 31 juli 1993) was een Nederlandse schrijfster van kinderverhalen.
Ze debuteerde in 1951 met Radiosprookjes. Dit waren verhaaltjes die oorspronkelijk waren geschreven voor het KRO programma Klein, klein kleutertje.
Ze publiceerde meer dan honderd boeken, voornamelijk voor de kleintjes, die ook in diverse talen zijn vertaald. Haar boeken waren vaak rijkelijk geïllustreerd door tekenaars als Carol Voges en K. van Lent. Sommige boeken zijn conform de tijdsgeest sterk doortrokken door religieus moralisme. Ook deed ze vertaalwerk (onder andere sprookjes van Grimm en Charles Perrault).
Voor de NCRV-televisie schreef ze een kinderserie, Narretje Notedop. Narretje Notedop was een poppenfiguur, een nar in een paleis die het steeds aan de stok had met de lakei Lodewijk. De avonturen van de Narretje Notedop verschenen niet alleen in boekvorm, maar werden ook door de NCRV uitgezonden in tv-programma's van 10 minuten, van 1964 tot 1967. Het poppenspel werd verzorgd door Pieke Dassen. De regie was van Floor Peters.
In het weekblad Libelle verscheen van haar het kinderfeuilleton Mario en de toverpluisbloem (midden jaren zestig).